# Жозе Орланду Семеду
Жозе Орланду Вінья Роша Семеду (порт. José Orlando Vinha Rocha Semedo, нар. 5 березня 1965, Овар) — португальський футболіст, що грав на позиції півзахисника за «Порту» та національну збірну Португалії.

## Клубна кар'єра
Народився 5 березня 1965 року в місті Овар. Вихованець футбольної школи клубу «Порту». Дорослу футбольну кар'єру розпочав 1983 року в основній команді того ж клубу, в якій провів тринадцять сезонів, взявши участь у 217 матчах чемпіонату. У складі «Порту» — восьмиразовий чемпіон Португалії і чотириразовий володар кубка Португалії. 1987 року був у складі команди переможцем розіграшів Кубка європейських чемпіонів, Суперкубка УЄФА та Міжконтинентального кубка, щоправда лише як гравець резерву.
Завершував ігрову кар'єру в команді «Салгейруш», за яку виступав протягом 1996—1999 років.

## Виступи за збірну
1989 року дебютував в офіційних матчах у складі національної збірної Португалії.
Загалом протягом кар'єри в національній команді, яка тривала 6 років, провів у її формі 21 матч, забивши 2 голи.

## Титули і досягнення
- Чемпіон Португалії (8):

1984-1985, 1985-1986, 1987-1988, 1989-1990, 1991-1992, 1992-1993, 1994-1995, 1995-1996
- Володар Кубка Португалії (4):

1983-1984, 1987-1988, 1990-1991, 1993-1994
- Володар Суперкубка Португалії (6):

1984, 1986, 1990, 1991, 1993, 1994
- Володар Кубка європейських чемпіонів (1):

1986-1987
- Володар Суперкубка УЄФА (1):

1987
- Володар Міжконтинентального кубка (1):

1987